# 严凤英 (电视剧)
《严凤英》，是一部艺术人物传记电视连续剧，反映了杰出的黄梅戏表演艺术家严凤英的坎坷一生。1988年由南京电影制片厂与江苏音像出版社合拍播出，共15集。
全剧分三大部分：一是童年，严风英所受的艺术启蒙和经受的苦难生活的磨练；二是艺术生涯，写严凤英的自强不息，她的爱戏如命的进取心，她的两次艺术高峰；三是“文革”中她的宁折不弯，直至被夺去宝贵的生命。

## 演职员表
| 角色   | 演员   |
| 严凤英 | 马兰   |
| 王兆方 | 王国荣 |
| 白如鹤 | 周世宗 |
| 王光玉 | 李长青 |
| 江大脚 | 王毓琴 |
| 大五伢 | 韩军   |
| 二姑娘 | 吴春海 |
| 宋书记 | 张辉   |
| 梁思渠 | 杨军生 |
| 托天转 | 宋世英 |
| 梁刚   | 李岩   |

监制：陈方树
导演：金继武、葛晓英
编剧: 顾尔镡、王冠亚
作曲：金复载
剪辑：周鼎文、倪振中、黄梅戏
唱腔整理：解正涛
录音：任大明、傅宁
录像：王洪亮
副摄像：陆利安、陈新宇
照明：余刚、程晓田
化妆：姜永昌、殷学峰
道具：魏田俊
服装：聂友仁、吴丹萍
置景：杨有明
拟音：过敏
导演助理：孙岱
场记：杜玉洪
制片：冯开法
主题歌作词：张鸿西
独唱：陈海燕
指挥：王永吉
演奏：上海电影乐团
制片主任：顾仁华、王玉娟
监制：陈方树

## 奖项
该剧获第八届全国优秀电视剧飞天奖连续剧一等奖、优秀女主角奖，第六届《大众电视》金鹰奖最佳女主角奖。